# Ptahmosze (vezír)

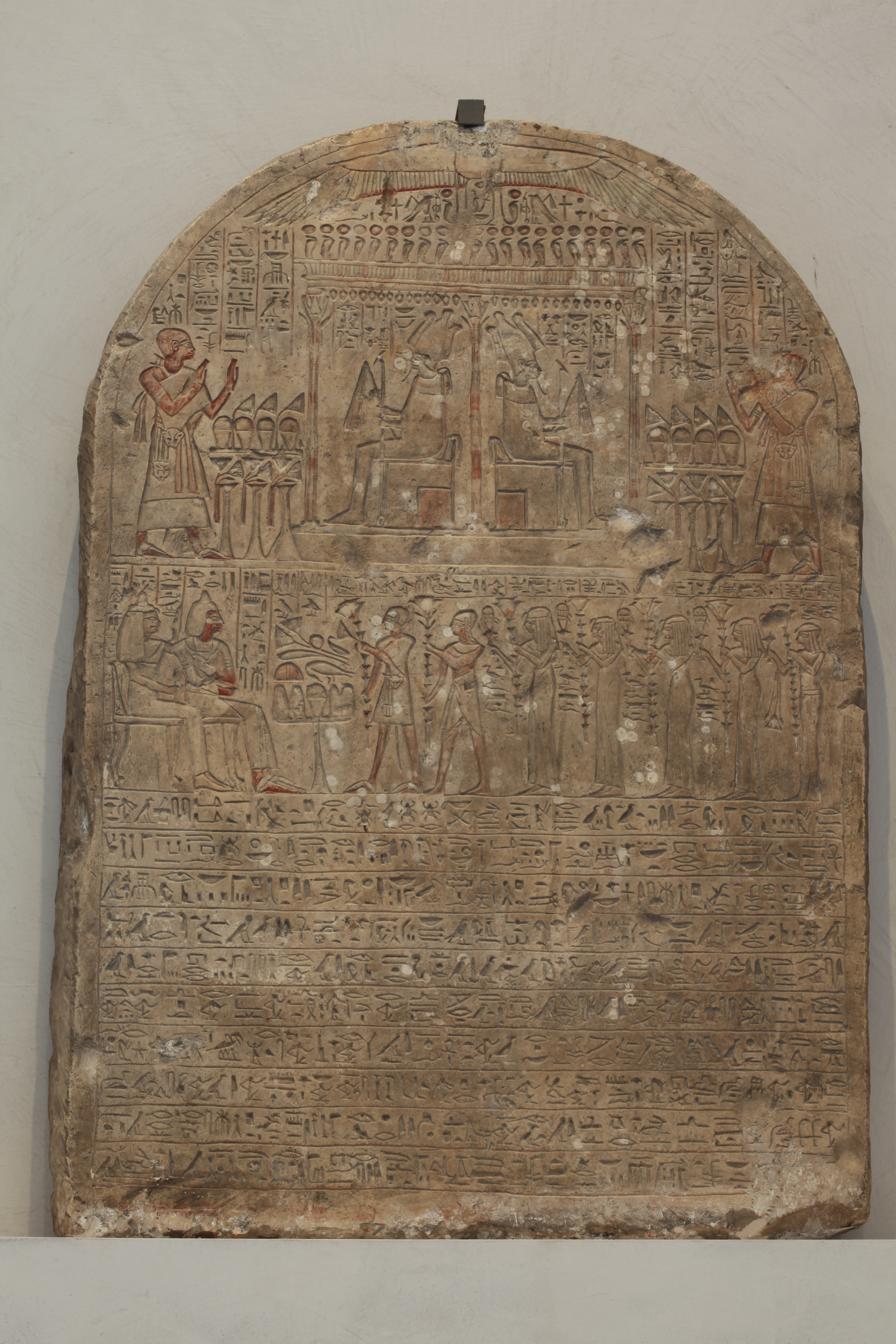
Ptahmosze sztéléje

Ptahmosze (ptḥ-ms, „Ptah gyermeke”) ókori egyiptomi hivatalnok, Felső-Egyiptom vezírje és Ámon főpapja volt a XVIII. dinasztia idején, III. Amenhotep uralkodása alatt. Nem eldöntött, hogy a fáraó uralkodása elején vagy vége felé szolgált.
A Musée des Beaux-Arts de Lyonban található sztéléjéről ismert, melyen III. Amenhotep kártusa szerepel, ennek alapján datálható az ő uralkodásának idejére (bár több, egyiptológiai gyűjteményekben található dokumentum későbbre, 28-30 évvel III. Amenhotep utánra teszi). A sztélét nem tudni, hol találták, de valószínűleg Abüdoszban állíttatta a családja. Szövege klasszikus dicsőítő formula, melyet Oziriszhez címeztek, valamint imák azért, hogy Ptahmosze részesüljön az áldozatokból, melyeket az istennek ajánlanak fel templomában. Ez megerősíti, hogy a sztélé Ozirisz templomából ered, nem Ptahmosze sírjából. Azt is tudni, hogy már a halála után emelték, mivel neve után ott áll az „igaz hangú” kifejezés, mellyel az elhunytakat illették.
A sztélén Ptahmoszét főpapként ábrázolják, amint Oziriszt imádja; a klasszikus „negatív gyónás” nevű formulával szólítja meg, melyben elsorolja, milyen bűnöket nem követett el élete során. Ptahmosze a sztélén beszámol arról is, hogy sírját a fáraó költségén bővítették, és kapcsolatban áll a fáraó nyughelyével. Hosszú életrajzi szövegből ismerhető meg a hivatalnok a pályafutása, aki ritka módon egyszerre töltötte be a vezír, az Ámon főpapja és a Théba polgármestere pozíciókat. A sztélé alsó regiszterében hét gyermeküket látjuk Ptahmosze és felesége, a sztélé készültekor még életben lévő Apeni előtt. Elöl két fia áll: Thotmesz (Hórusz főpapja) és Hui (az ifjúságra jellemző hajfürttel ábrázolják és nem említik, hogy hivatalt viselne, tehát még fiatal lehetett a sztélé készültekor), mögöttük lányai: Nofertari, Mutemwiya, Hemetneter, Mutnofret és egy második Nofertari, akik mind az „Ámon zenésze” címet viselik. A kisebbik Nofertari szintén az ifjúság hajfürtjét viseli, gyermek vagy fiatal lány lehetett.
Ptahmoszét valószínűleg Thébában temették el. A New York-i Metropolitan Művészeti Múzeum őriz néhány sírkúpot, melyeken Ptahmosze, Ámon főpapjának neve áll. A vezíri poszton Ramosze követte, a főpapi pozícióban talán Meriptah.

## Fordítás
- Ez a szócikk részben vagy egészben  a   Ptahmose (vizier) című angol Wikipédia-szócikk ezen változatának fordításán alapul.  Az eredeti cikk szerkesztőit annak laptörténete sorolja fel. Ez a jelzés csupán a megfogalmazás eredetét és a szerzői jogokat jelzi, nem szolgál a cikkben szereplő információk forrásmegjelöléseként.